# Ceratophyllum tanaiticum
Ceratophyllum tanaiticum, vrsta voščike iz južne Rusije i Ukrajine, nedavno otkrivena 2008. i uz rijeku Dravu u Mađarskoj.
Prvi puta opisao ju je Sapjegin 1902, po primjercima koje je sakupio V. N. Sukachev uz rijeku Don. Živi u plitkim alkalnim vodama, rijetko u močvarama. Možda je podvrsta vrste C. muricatum